# Селивёрстово (Ленинградская область)
Селивёрстово — деревня в Кисельнинском сельском поселении Волховского района Ленинградской области.

## История
Впервые упоминается в Писцовой книге Водской пятины 1500 года как три смежных деревни Селиверстово в Фёдоровском Песоцком погосте Ладожского уезда.
На карте Санкт-Петербургской губернии Ф. Ф. Шуберта 1834 года обозначена деревня Селиверстова.

СЕЛИВЕРСТОВА — деревня принадлежит подполковнику Зарину, действительной статской советнице Лубьяновичевой и подполковнице Сарычевой, число жителей по ревизии: 28 м. п., 28 ж. п. (1838 год)

Согласно карте профессора С. С. Куторги 1852 года деревня называлась Селиверстово.

СЕЛИВЕРСТОВО — деревня разных владельцев, по просёлочной дороге, число дворов — 9, число душ — 32 м. п. (1856 год)

СЕЛИВЕРСТОВО — деревня владельческая при колодцах, число дворов — 10, число жителей: 38 м. п., 32 ж. п.; Часовня православная. (1862 год)

В 1869 году временнообязанные крестьяне деревни выкупили свои земельные наделы у Е. Ф. Нелидовой и стали собственниками земли.
В 1871—1872 годах временнообязанные крестьяне выкупили свои земельные наделы у Ф. Ф. Нелидова.
В 1883—1884 годах крестьяне выкупили наделы у А. А. и В. В. Савицких.
Согласно материалам по статистике народного хозяйства Новоладожского уезда 1891 года одно из имений при селении Селиверстово площадью 78 десятин принадлежало местному крестьянину А. А. Афанасьеву, имение было приобретено в 1877 году за 1000 рублей; второе имение, площадью 93 десятины, принадлежало жене священника А. А. Долоцкой, имение было куплено в 1879 году за 500 рублей; третье имение, площадью 42 десятины, принадлежало  действительному статскому советнику А. А. Савицкому, имение было приобретено до 1868 года.
В конце XIX века деревня административно относилась к Песоцкой волости 1-го стана Новоладожского уезда Санкт-Петербургской губернии, в начале XX века — 4-го стана.
По данным «Памятной книжки Санкт-Петербургской губернии» за 1905 год деревня называлась Селивестрово.

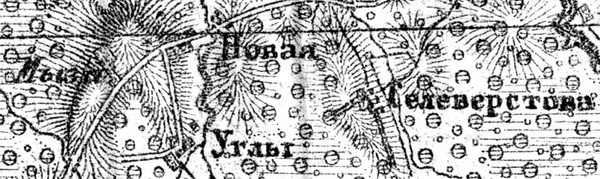
Деревня Селивёрстово на карте 1915 года

Согласно военно-топографической карте Петроградской и Новгородской губерний издания 1915 года деревня называлась Селеверстова.
Согласно данным переписи населения СССР 1926 года в деревне Селиверстово Кисельницкого сельсовета Октябрьской волости Волховского уезда проживали 127 человек — все русские.
По данным 1933 года деревня Селиверстово входила в состав Кисельницкого сельсовета Волховского района.

План деревни Селивёрстово. 1941 год

Согласно топографической карте РККА 1941 года деревня насчитывала 22 двора.
По данным 1966, 1973 и 1990 годов деревня Селиверстово входила в состав Чаплинского сельсовета.
В 1997 году в деревне Селиверстово Кисельнинской волости проживали 14 человек, в 2002 году — 24 человека (русские — 96 %).
В 2007 году в деревне Селивёрстово Кисельнинского СП — 20 человек.

## География
Деревня расположена в западной части района на автодороге Р21 (E 105) «Кола» (Санкт-Петербург — Петрозаводск — Мурманск) к западу от центра поселения, деревни Кисельня.
Расстояние до административного центра поселения — 2,5 км.
Расстояние до ближайшей железнодорожной станции Волховстрой I — 17 км.
Деревня находится на левом берегу реки Бозловки.

## Демография
| 1862 | 2007 | 2010 | 2017 |
| ---- | ---- | ---- | ---- |
| 70   | ↘20  | ↘9   | ↗18  |

### Национальный состав
Согласно данным Всероссийской переписи населения 2021 года в деревне проживали 9 человек, все русские.